# Фригийский колпак

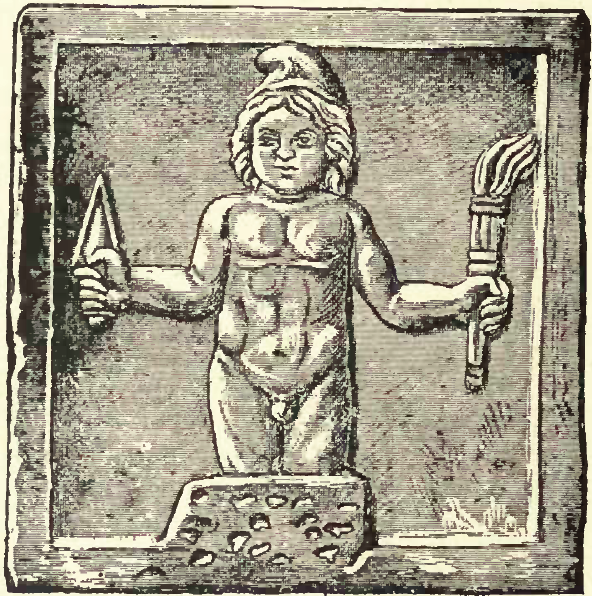
Фригийская шапочка на Митре, барельеф из бывшего митреума, ныне крипты Базилики Святого Климента (Рим)

Фриги́йский колпа́к (также фракийский) — головной убор древних фригийцев; мягкий закруглённый колпак обычно красного цвета со свисающим вперёд верхом; часто снабжался двумя клапанами на ушах; встречается на многих древних статуях (особенно Париса).
Колпак послужил образцом для шапочки якобинцев во время Великой французской революции; с тех пор — символ свободы. Исследователями отмечалась культурная преемственная взаимосвязь фригийского колпака с курхарсом — национальным женским головным убором ингушей.

## История

### Древний мир

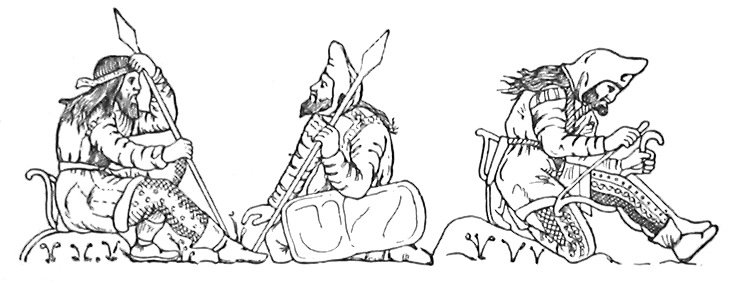
Скифские воины (изображение из кургана Куль-Оба)

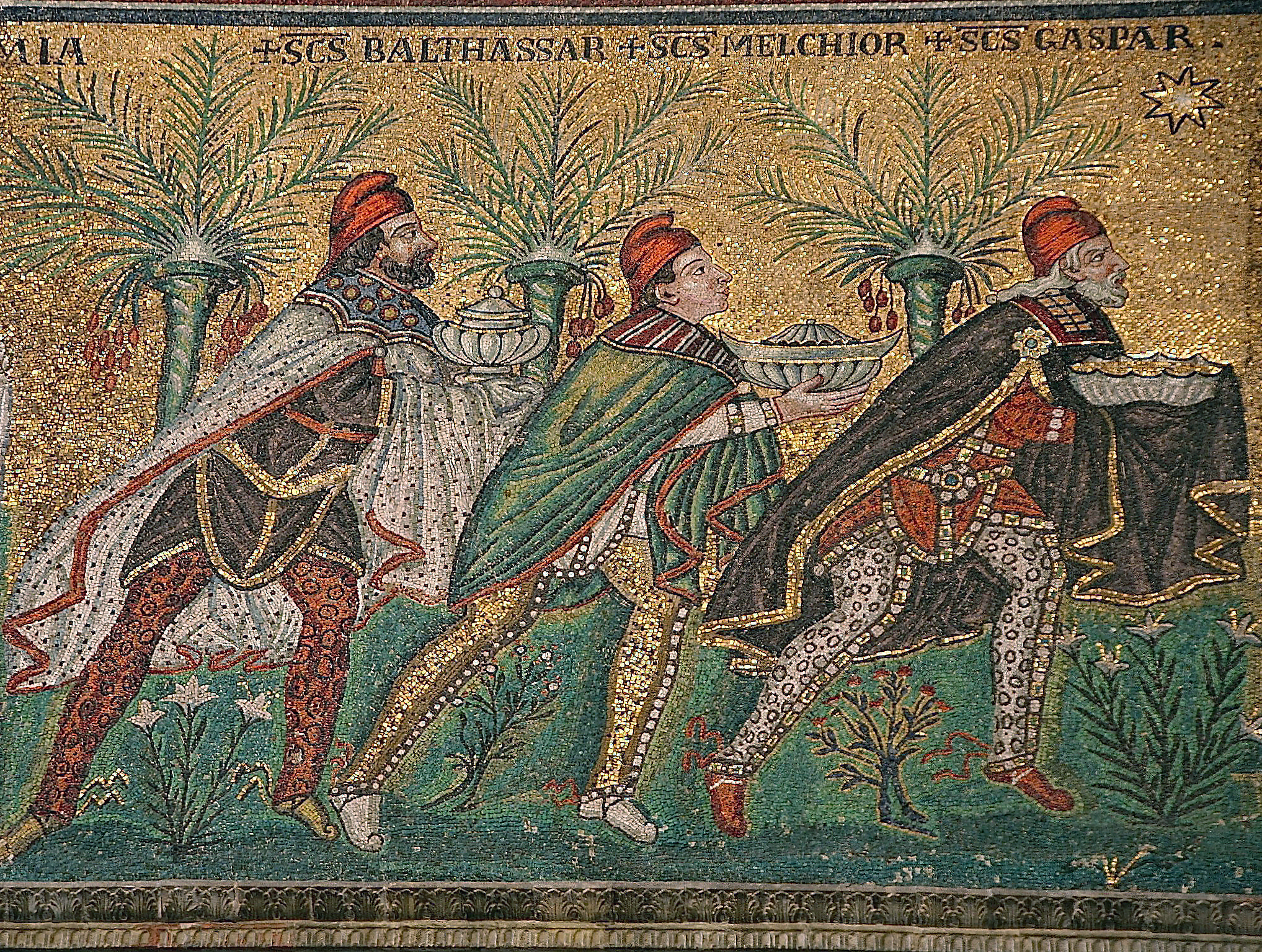
Мозаика «Поклонение волхвов»; конец VI в., базилика Сант-Аполлинаре-Нуово, Равенна

Был в употреблении у племён, в древности населявших Фракию, Дакию, Далмацию. В Древнем Риме головной убор, символизировавший свободу, назывался пилеус (pileus). Он был круглым или островерхим и изготовлялся из войлока, меха или шерсти: изначально — бедренная часть шкуры животного, завязанная или зашитая с узкой стороны.
Такую шапку в Греции и Риме носили обыкновенно ремесленники и другие свободные простолюдины, то есть раб, получив свободу, получал и право носить такой колпак. На монете Брута после убийства Цезаря pileus изображён на реверсе между двух клинков. Это изображение повторено на медали Лоренцаччо после убийства Джулиано Медичи в 1478 году. Во время восстаний в Риме pileus, поднятый на посох, мог служить знаменем для рабов.
Изображения встречаются на некоторых древнеримских памятниках — в частности, в некоторых сюжетах на знаменитой колонне Траяна. Похожие головные уборы носили киммерийцы и скифы, их можно видеть на греческих изображениях скифов, в частности, на знаменитой золотой скифской гривне, выполненной в древности греческими мастерами для продажи в Скифию.

### Французская революция

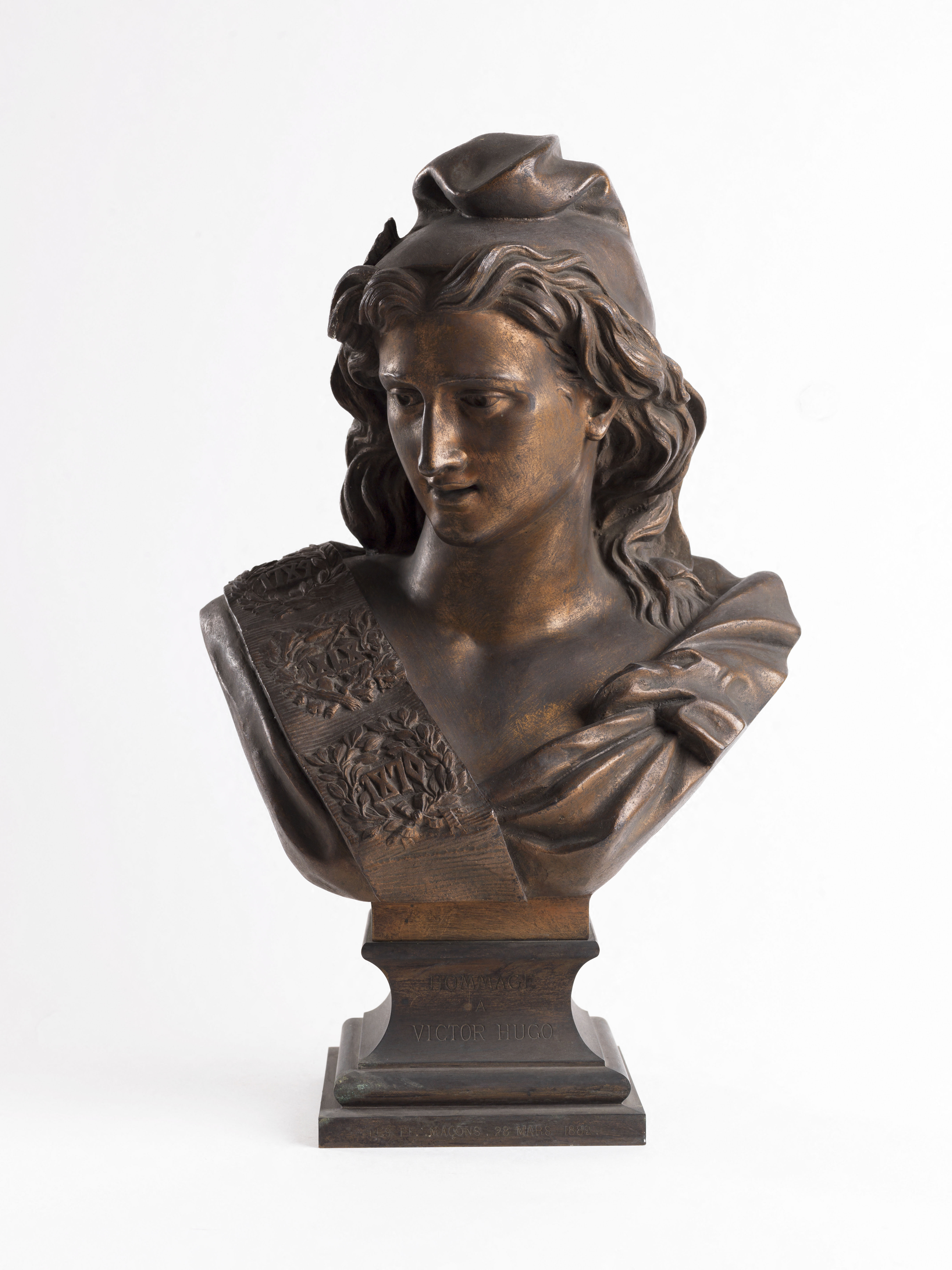
Скульптурное изображение Марианны

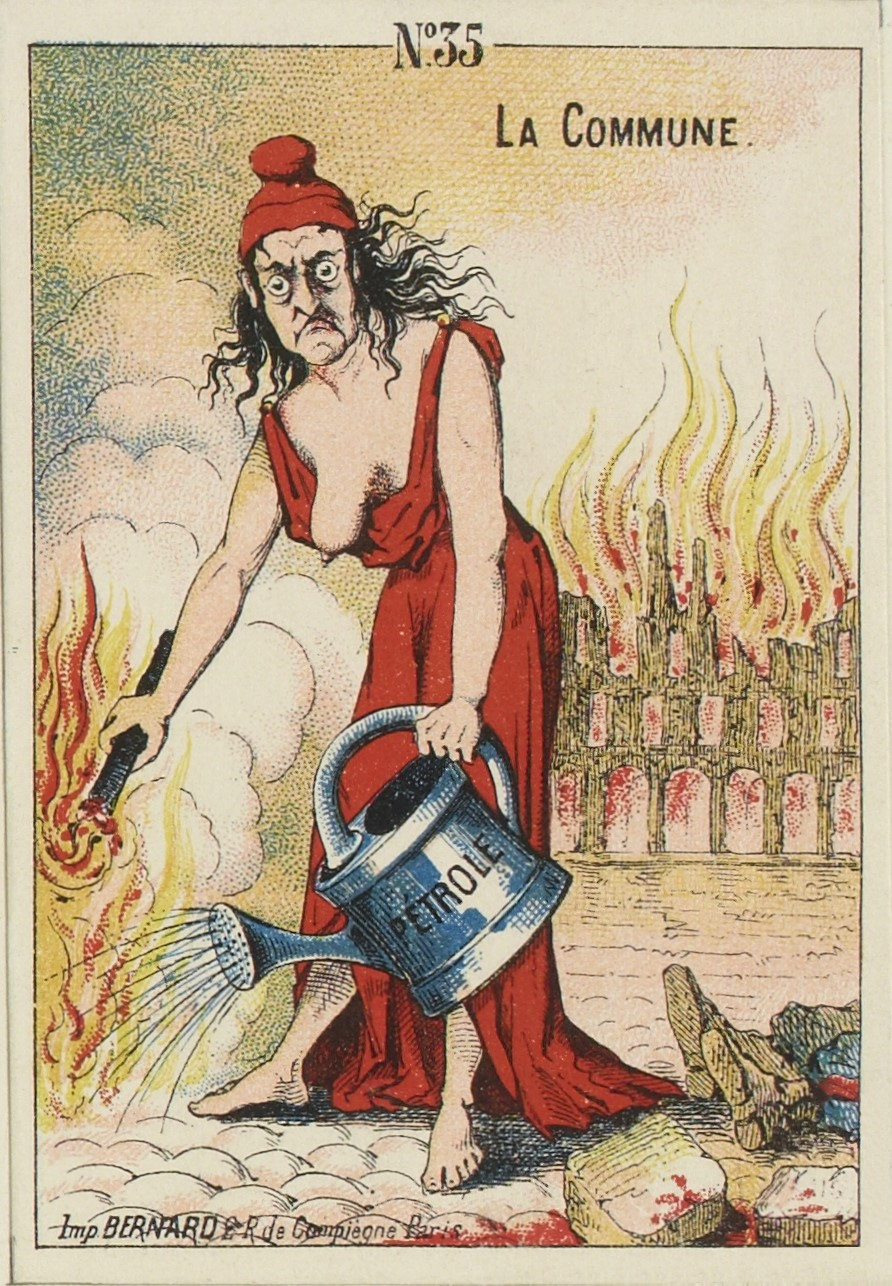
Пропагандистская почтовая открытка, направленная против Парижской коммуны (июль 1871 года)

Во время Великой французской революции pileus часто отождествляли с фригийским колпаком, который изображался частью костюма мифологических героев из Азии: Париса или пришедших к младенцу Христу волхвов. Он мягкий и имеет свисающую верхушку.
Ни фригийский колпак, ни pileus не были обязательно красными. Почему колпак как символ революции (bonnet rouge) приобрёл этот цвет, точно не известно. Очевидно, некоторое время он был головным убором каторжников на галерах (запрещён для ношения ими декретом 23 сентября 1793).
Общепринятым символом революции он стал не сразу: 19 марта 1792 в Якобинском клубе было прочтено письмо мэра Парижа, осуждавшего ношение красного колпака. 19 июня 1792 в клубе снова вспомнили запрет, но уже на следующий день во время захвата Тюильри санкюлотами король был вынужден надеть красный колпак, поданный ему на пике.
На знаменитой картине Делакруа «Свобода на баррикадах» («Свобода, ведущая народ 28 июля 1830 года») (1831) он украшает голову Свободы. Марианна, национальный символ Франции, изображается в виде девушки во фригийском колпаке.

## Современность
Фригийский (фракийский) колпак можно часто встретить в символике Соединённых Штатов Америки, в частности, на многих монетах США изображается Свобода во фригийском колпаке (например, 50 центов с бюстом Свободы в колпаке, доллар с сидящей Свободой и другие), Колумбии, обратной стороне флага Парагвая. Также изображён на гербах Аргентины, Сальвадора, Кубы, Гаити, Никарагуа, Боливии и Колумбии.
Стал официальным символом Летних олимпийских игр 2024 года в лице Олимпийского и Параолимпийского фригийского колпака.